# Сосново (гміна Штабін)
Сосново (пол. Sosnowo) — село в Польщі, у гміні Штабін Августівського повіту Підляського воєводства.
Населення — 83 особи (2011).
У 1975-1998 роках село належало до Сувальського воєводства.

## Демографія
Демографічна структура станом на 31 березня 2011 року:
|          | Загалом | Допрацездатний вік | Працездатний вік | Постпрацездатний вік |
| -------- | ------- | ------------------ | ---------------- | -------------------- |
| Чоловіки | 43      | 12                 | 25               | 6                    |
| Жінки    | 40      | 6                  | 26               | 8                    |
| Разом    | 83      | 18                 | 51               | 14                   |